# 施行
施行
- 施行（せこう、しこう） - 成立した法令を発効させること。詳細は後述。
- 施行（せぎょう） - 仏教において布施行を行うこと。
- 施行（しぎょう） - 中世日本において命令や判決を実行させること。遵行とほぼ同義である。→施行状

施行（せこう、しこう）とは、成立した法令の効力を発生させることをいう。また、施行（が予定）される日のことを施行日（施行期日）という。

## 日本の法令の施行
日本では様々な形式の法令が施行されており、施行に関しての原則を決められている法令は時代によっていくつかにわけられる。

### 現在制定されている法令の施行
日本の法令の施行日は、原則として以下のとおりである。ただし、現行の実務において法律や条例等の附則において施行期日が直接又は間接的に定められており、下記の規定により施行日が決まることはない。公布の日から施行することもできる（#法令の施行方法を参照）。
法律
公布の日から起算して20日を経過した日（法の適用に関する通則法第2条）
行政機関の命令（政令、内閣官房令、内閣府令、省令、外局の規則など）
施行日に関する一般的規定を定めた法令が存在しないため、各々の附則で定められる。ただし、法律の施行期日を定めるためだけに制定される政令については、その政令自体の施行日に関する規定は付されない（即日施行するものと解されているため）。
最高裁判所規則
公布の日から起算して20日を経過した日（裁判所公文方式規則第3条）
普通地方公共団体・特別区の条例・規則等
公布の日から起算して10日を経過した日（地方自治法第16条第3項、第5項、283条1項）

### 法令の施行方法
法令の施行方法について、いくつかに分類することができる（以下、各行末の例文には法律を用いる）。
1. 施行日に関する事項が法令に明記されている場合。
  - 施行日が明確に規定されている場合。
    - 公布の日から施行する場合。（例:この法律は、公布の日から施行する。）
    - 公布後一定の期間を経過した日から施行する場合。（例:この法律は、公布の日から起算して○○○[注 2]を経過した日から施行する。）
    - 年月日が記述されている場合。（例:この法律は、令和○○年○○月○○日から施行する。）
    - 他の法令の施行日に施行する場合（例:この法律は、○○法の施行の日から施行する。）
    - 上記に類似するが、条約実施に関する国内法の場合、条約の効力発生の日とするものがある（例:この法律は、○○条約の効力発生の日から施行する。）

  - 施行日については他の法令に規定する場合。
    - 「この法律は、公布の日から起算して○○○[注 2]を超えない範囲内において政令で定める日から施行する。」（政令で指定。施行日に範囲を設定することがほとんど）
    - 「この法律は、別に法律で定める日から施行する。」（稀にある例。都市計画法（昭和43年6月15日法律100号）附則第1項など）
    - 「この法律の施行期日は、別に法律で定める。」（特許法（昭和34年4月13日法律121号）附則など））
2. 施行日に関する事項が法令に明記されていない場合。

上記1.の場合はそれぞれその指定された日に施行され、2.の場合は#施行に関する法令の中の該当する法令の規定に基づき施行される。明治期の法令には2.の施行方法が使われた例があるが、それ以降はほぼ1.の施行方法であり、2.の方法はほとんど用いられていない。また、公式令が廃止された後の政令や省令の場合、施行日に関する法令がないため、1.の方法でなければならない。
公布日より施行する（すなわち即日施行の）場合、公布がなされた日の午前0時からではなく、公布と同時に（すなわち公布がなされた時点において）施行されるものと解されている（最大判決昭和33年10月15日刑集12巻14号3313頁）。
また、施行日に関しては次のような場合もある。
- 条項別に異なる施行期日を設定する場合がある。（例:この法律は、○○○から施行する。ただし、第○○○条の規定は、○○○から施行する。）施行日を制令で委任する場合、特に条項別に施行日を定めることを委任することもある。（例:この法律の施行期日は、各規定につき政令で定める）
- 施行は公布を前提としているので、施行日を過去（つまり公布日よりも前の日）に設定することは本来認められない。ただし、国税通則法（昭和37年法律第66号）は、その附則1条で施行期日を昭和37年4月1日とされたものの、公布日である官報掲載日が昭和37年4月2日になったため、公布よりも前に施行という変則的な事態となった。なお、国民その他その法令の対象者にとって不利益にならない規定（金銭を過去にさかのぼって支給する等）に限り、公布日より前の事象にその法令を遡及適用することが認められているが、これは法の適用範囲の問題であり、施行日の問題ではない。不利益となる場合（公布前の犯罪に改正後の重罰を適用する、税金を過去にさかのぼって増税する等）の遡及適用は認められない。（例:この法律は、平成十八年十月一日から施行し、第○章の規定は、同年四月一日から適用する。）

### 施行前の廃止・改正
法令は、その制定後は、施行前であっても改廃が可能である。したがって、ある法令の公布日から施行日までの間に、社会情勢の変化や他の改正による影響などで、その法令が施行されないまま他の法令により改正され、または廃止されることがある。

### 施行に関する法令
1. 公文式（1886年（明治19年）2月26日 - 1907年（明治40年）1月31日）は、法令全般の施行方法を規定した勅令である。「第二 布告」の章で第10條に「官報各府縣廳到達日數ノ後七日以テ施行ノ期限トナス」と記されている。この頃はまだ全国一律に施行されていたわけではなく、官報が府県の諸官庁に到達してから7日後となっている。また天災により官報到達日数内に官報が到達しなかった場合、及び北海道や沖縄、島部については官報が到達した翌日より起算するとされている。
2. 公式令（1907年（明治40年）2月1日 - 1947年（昭和22年）5月2日）は、皇室令、勅令、閣令および省令の施行方法を規定した勅令である。第11条に「公布ノ日ヨリ起算シ滿二十日ヲ經テ之ヲ施行ス」とあるとおり、公布の日から起算して満20日を経過した日を施行日としている。（例:公布日が4月1日であれば施行日は4月21日）
3. 軍令ニ関スル件（1907年（明治40年）9月12日 - 1946年（昭和21年）4月1日）は、軍令の施行方法を規定した軍令である。第4条に「軍令ハ別段ノ施行時期ヲ定ムルモノノ外直ニ之ヲ施行ス」とあるとおり、施行期日を定めている場合を除いて即日施行するよう規定されている。
4. 法例（1898年（明治31年）7月16日 - 2005年（平成17年）12月31日）は、法律の施行方法を制定した法律である。第1条に「法律ハ公布ノ日ヨリ起算シ滿二十日ヲ經テ之ヲ施行ス」とあるとおり、公布日から起算して満20日を経過した日を施行日と規定している。（具体例は上の公式令と同じ。）
5. 台湾総督府行政司法ニ関スル命令公布式（1896年（明治29年）7月6日 - 1898年（明治31年）5月1日、明治29年台湾総督府令第18号）は、台湾総督が発する命令（律令、台湾総督府令）の施行方法を規定した台湾総督府令である。台湾総督の発する行政及び司法に関する命令は、当分の間、台湾新報に掲載することをもって公布式とする旨が規定されている。台湾総督府行政司法ニ関スル命令公布式は、明治30年台湾総督府令第34号（同年7月13日公布）によって改正され、台湾日報も追加された。台湾総督府行政司法ニ関スル命令公布式は、台湾総督ノ発スル行政司法ニ関スル命令公布式の制定によって廃止された。
6. 台湾総督ノ発スル行政司法ニ関スル命令公布式（1898年（明治31年）5月1日 - 実効性喪失、明治31年台湾総督府令第21号、同年5月1日公布）は、台湾総督が発する命令の施行方法を規定した台湾総督府令である。台湾総督が発する行政及び司法に関する命令は、台湾総督府報として台湾日日新報に掲載させることをもって公布式とする旨が規定されている。
7. 台湾総督ノ命令公布式（1900年（明治33年）10月1日 - 1901年（明治34年）11月30日、明治33年台湾総督府令第70号、同年9月14日公布）は、台湾総督が発する命令の施行方法を規定した台湾総督府令である。台湾総督が発する命令は、台湾総督府報に掲載することをもって公布式とする旨が規定されている。台湾総督ノ命令公布式は、台湾総督ノ発スル命令公布式の制定によって廃止された。
8. 台湾総督ノ発スル命令公布式（1901年（明治34年）12月1日 - 1933年（昭和8年）1月12日、明治34年台湾総督府令第103号、同年11月20日公布）は、台湾総督が発する命令の施行方法を規定した台湾総督府令である。台湾総督が発する命令は、台湾日日新報附録府報に掲載することをもって公布式とする旨が規定されている。台湾総督ノ発スル命令公布式は、台湾総督命令公布式によって廃止された。
9. 台湾総督命令公布式（1933年（昭和8年）1月12日 - 実効性喪失、昭和8年台湾総督府令第2号、同年1月12日公布）は、台湾総督が発する命令の施行方法を規定した台湾総督府令である。台湾総督府令であって、台湾ニ施行スヘキ法令ニ関スル法律（大正10年法律第3号）2条の規定によるものは律令、その他は府令であることの区別が設けられ、いずれも台湾日日新報附録府報をもって公布する旨が規定されている。台湾総督命令公布式は、昭和17年台湾総督府令第44号（同年3月19日公布）によって改正され、台湾総督が発する命令は、台湾総督府官報をもって公布することが規定された（同年4月1日施行）。
10. 庁令公布式（1904年（明治37年）10月15日 - 1933年（昭和8年）1月12日、明治37年台湾総督府令第70号、同年9月28日公布）は、台湾の庁令の施行方法を規定した台湾総督府令である。第3条に「公布ノ日ヨリ起算シ滿七日ヲ經テ之ヲ施行ス」とあるように、公布日から起算して満7日を経過した日を施行日と規定している。
11. 台湾総督府地方官庁命令公布式（1933年（昭和8年）1月12日 - 実効性喪失、昭和8年台湾総督府令第3号、同年1月12日公布）は、台湾の州令及び庁令の施行方法を規定した台湾総督府令である。第3条に「公布ノ日ヨリ起算シ滿七日ヲ經テ之ヲ施行ス」とあるように、庁令公布式と同様の方法により施行される。
12. 統監府令公文式（1906年（明治39年）1月19日 - 実効性喪失）は、統監府令の施行方法を規定した統監府令である。第3条に「統監府令ハ其ノ各官廳ニ到達シタル翌日ヨリ起算シ滿七日ヲ經テ之ヲ施行ス但シ其府令中ニ之ト異リタル施行時期ヲ定メタルトキハ此ノ限ニ在ラス」とあるように、第2条で規定された公報[注 3]が諸官庁に到達した翌日から起算して満7日を経過した日に施行されるよう規定されている。（例:官庁到達日が4月1日であれば施行日は4月9日）
13. 朝鮮総督ノ発スル制令ノ公布式（1910年（明治43年）8月29日 - 実効性喪失）は、制令の施行方法を規定した統監府令である。第3条に「其ノ各官廳ニ到達シタル翌日ヨリ起算シ滿七日ヲ經テ之ヲ施行ス」とあるように、朝鮮総督府官報が諸官庁に到達した翌日から起算して満7日を経過した日に施行されるよう規定されている。（具体例は統監府令に同じ。）
14. 朝鮮総督府令公文式（1910年（明治43年）10月1日 - 実効性喪失）は、朝鮮総督府令の施行を規定した朝鮮総督府令である。第3条に「其ノ各官廳ニ到達シタル翌日ヨリ起算シ滿七日ヲ經テ之ヲ施行ス」とあるように、制令と同様の方法により施行される。
15. 関東都督府公布式（1906年（明治39年）9月1日 - 1919年（大正8年）4月30日）は、関東都督府令の施行を規定した関東都督府令である。第3条に「各官廳ニ到達シタル翌日ヨリ起算シ滿七日ヲ經テ之ヲ施行ス」とあるように、制令と同様の方法により施行される。当初は、遼東新報によって公布されることとなっていたが、関東都督府公布式中改正（明治40年関東都督府令第62号）によって、満洲日日新聞による公布に改められた（同年11月3日施行）。関東都督府公布式は、関東庁令公布式の制定によって廃止された。
16. 関東庁令公布式（1919年（大正8年）5月1日 - 1934年（昭和9年）12月26日）は、関東庁令の施行を規定した関東庁令である。第3条に「各官廳ニ到達シタル翌日ヨリ起算シ滿七日ヲ經テ之ヲ施行ス」とあるように、関東都督府令と同様の方法により施行される。関東庁令公布式は、関東局令公布式の制定によって廃止された。
17. 民政署令公布式（1919年（大正8年）5月1日 - 1934年（昭和9年）12月26日）は、民政署令の施行を規定した関東庁令である。第3条に「各官廳ニ到達シタル翌日ヨリ起算シ滿七日ヲ經テ之ヲ施行ス」とあるように、関東庁令と同様の方法により施行される。民政署令公布式は、関東州庁令公布式の制定によって廃止された。
18. 関東局令公布式（1934年（昭和9年）12月26日 - 実効性喪失）は、関東局令の施行を規定した関東局令である。第3条に「各官廳ニ到達シタル翌日ヨリ起算シ滿七日ヲ經テ之ヲ施行ス」とあるように、関東庁令と同様の方法により施行される。
19. 関東州庁令公布式（1934年（昭和9年）12月26日 - 実効性喪失）は、関東州庁令の施行を規定した関東州庁令である。第3条に「各官廳ニ到達シタル翌日ヨリ起算シ滿七日ヲ經テ之ヲ施行ス」とあるように、関東局令と同様の方法により施行される。
20. 南洋庁令公布式（1922年（大正11年）4月1日 - 実効性喪失、大正11年南洋庁令第2号、同年4月1日公布）は、南洋庁令の施行を規定した南洋庁令である。第3条に「其ノ支庁ニ到達シタル翌日ヨリ起算シ滿七日ヲ經テ之ヲ施行ス」とあるように、南洋庁令公報が支庁に到達した翌日から起算して満7日を経過した日に施行されるよう規定されている。
21. 南洋庁支庁令公布式（1922年（大正11年）4月1日 - 実効性喪失、大正11年南洋庁令第3号、同年4月1日公布）は、南洋庁支庁が発する命令の施行を規定した南洋庁令である。第3条に「公布ノ日ヨリ起算シ滿七日ヲ經テ之ヲ施行ス」とあるように、公布日から起算して満7日を経過した日を施行日と規定している。
22. 在満洲国大使館令公布式（1937年（昭和12年）12月1日 - 実効性喪失、昭和12年在満洲国大使館令第1号、同年12月1日公布）は、在満洲国大使館令の施行を規定した在満洲国大使館令である。第3条に「公布ノ日ヨリ起算シ滿七日ヲ經テ之ヲ施行ス」とあるように、公布日から起算して満7日を経過した日を施行日と規定している。
23. 在満教務部令公布式（1940年（昭和15年）4月15日 - 実効性喪失、昭和15年在満教務部令第1号、同年4月15日公布）は、在満教務部令の施行を規定した在満教務部令である。第3条に「公布ノ日ヨリ起算シ滿七日ヲ經テ之ヲ施行ス」とあるように、公布日から起算して満7日を経過した日を施行日と規定している。
24. 会計検査院規則の公布に関する規則（1947年（昭和22年）5月3日 - ）は、会計検査院規則の施行を規定した会計検査院規則である。第3条に「公布の日から起算して二十日を経て、これを施行する」とあり、法例第1条本文での原則と同じ方法で施行される。

これらの例（20日、7日など）はあくまで原則であり、各々の法令において施行期日が明記されている場合は、そちらが優先する。

### 時代によって施行に関する法令が変化する法令
法律
1886年（明治19年）2月26日 - 1898年（明治31年）7月15日は、公文式による。
1898年（明治31年）7月16日 - 2005年（平成17年）12月31日は、法例による。
2006年（平成18年）1月1日 - 現在は、法の適用に関する通則法による。
勅令
1886年（明治19年）2月26日 - 1907年（明治40年）1月30日は、公文式による。
1907年（明治40年）1月31日 - 1947年（昭和22年）5月2日は、公式令による。
閣令
1886年（明治19年）2月26日 - 1907年（明治40年）1月30日は、公文式による。
1907年（明治40年）1月31日 - 1947年（昭和22年）5月2日は、公式令による。
省令
1886年（明治19年）2月26日 - 1907年（明治40年）1月30日は、公文式による。
1907年（明治40年）1月31日 - 1947年（昭和22年）5月2日は、公式令による。
1947年（昭和22年）5月3日 - 現在は、個々の条文による。

## 満洲国の法令の施行
満洲国では、帝制移行の前後で法令の形式や施行に関する規定が変わっている。
建国直後の1932年（大同元年）4月1日から1934年（大同3年）2月28日までの間、教令、院令、部令、局令および省令は、暫行公文程式令（大同元年3月9日教令第15号）第4条により、別段の施行期日がある場合を除いて、公布の日から起算して満20日を経過した日から、軍令は特に定めた施行期日がないものは即日施行するよう定められていた。その後、帝制に移行した1934年（康徳元年）3月1日に改めて公文程式令（康徳元年3月1日勅令第2号）が制定されて暫行公文程式令は廃止された。なお、法律・命令の施行期日に関する規定が独立して法律命令ノ施行期日ニ関スル件（康徳元年3月1日勅令第3号）が定められ、法律、勅令、院令、部令、署令、省令、区令、庁令、その他行政官署が発する命令は、別段の施行期日が定められている場合を除いて、公布の日から起算して満30日を経過した日から施行するとされた。